# Ryotaro Ito
Ryotaro Ito (伊藤 涼太郎 Itō Ryōtarō?, Osaka, 6 de febrero de 1998) es un futbolista japonés que juega como centrocampista en el Sint-Truidense de la Primera División de Bélgica.

## Selección nacional
El 1 de enero de 2024 hizo su debut con la selección de Japón en un amistoso ante Tailandia que ganaron por cinco a cero.

## Clubes
| Club                    | País    | Año       |
| ----------------------- | ------- | --------- |
| Urawa Reds              | Japón   | 2016-2021 |
| Mito HollyHock (cedido) | Japón   | 2017-2018 |
| Oita Trinita (cedido)   | Japón   | 2019      |
| Mito HollyHock (cedido) | Japón   | 2021      |
| Albirex Niigata         | Japón   | 2022-2023 |
| Sint-Truidense          | Bélgica | 2023-     |